# Poller

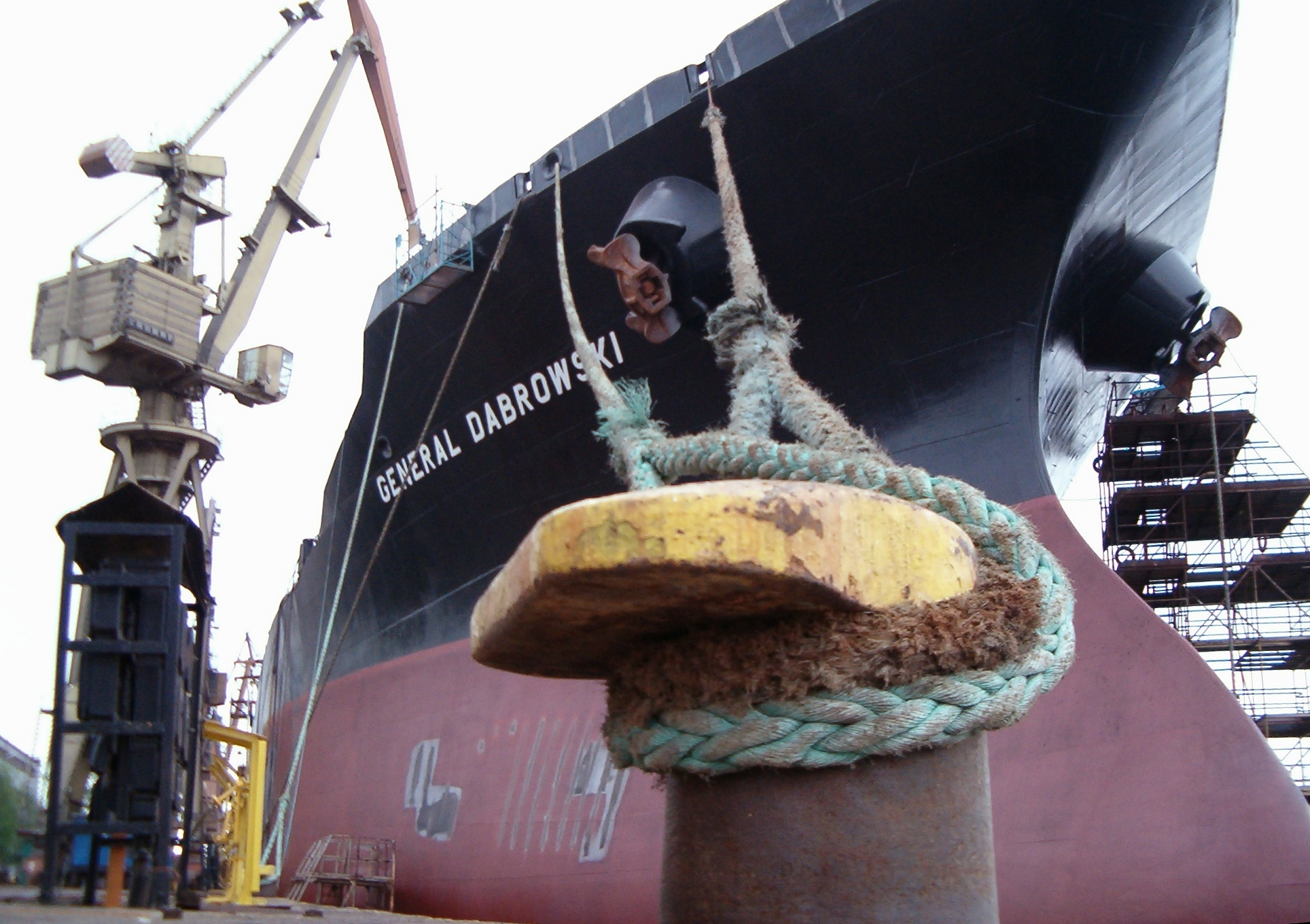
Modernes Frachtschiff General Dabrowski, auf Reparatur, festgemacht an hakenförmigem Poller

Poller sind im Boden befestigte Pfähle oder Pfosten.

## Schifffahrt

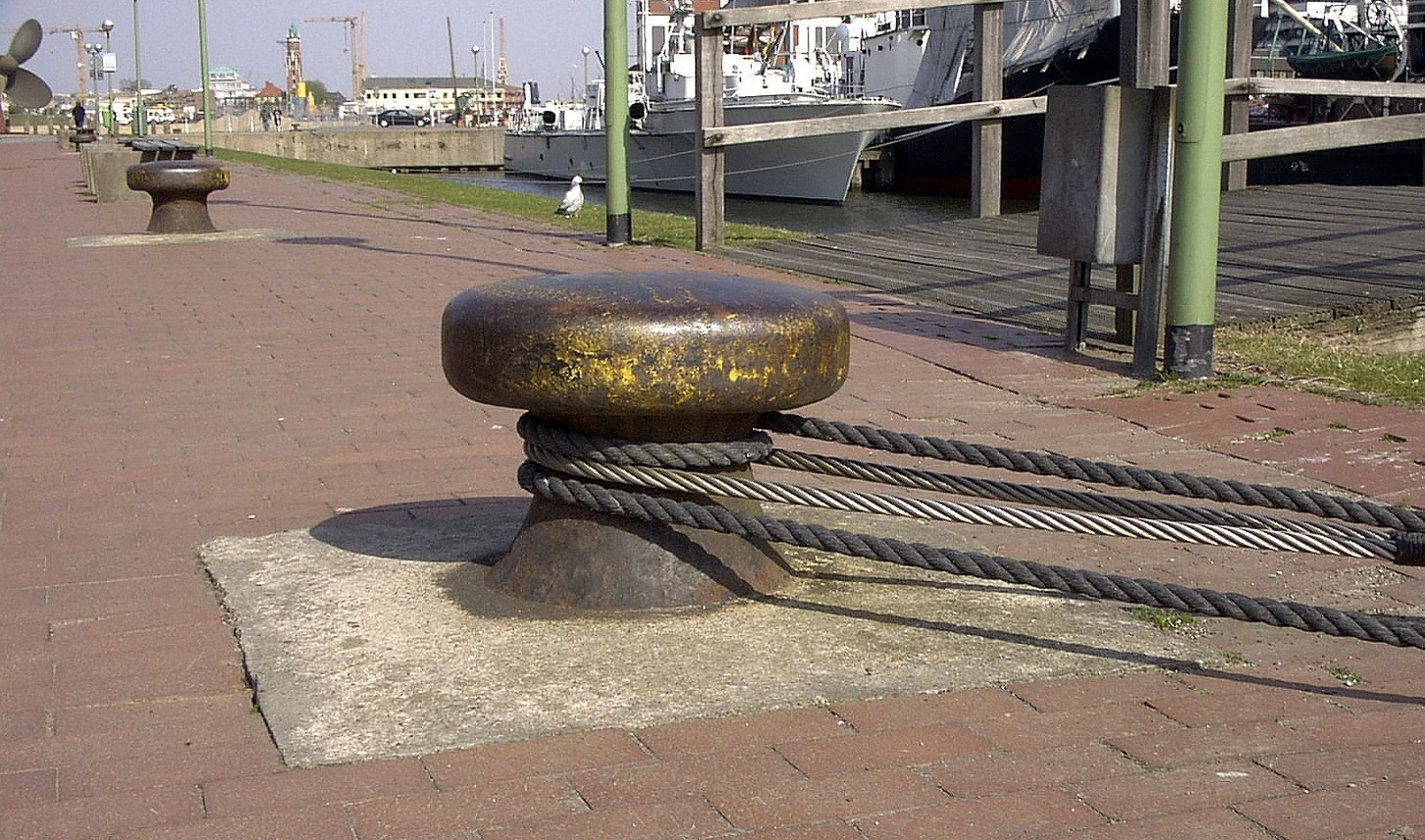
Moderner Hafenpoller in Bremerhaven

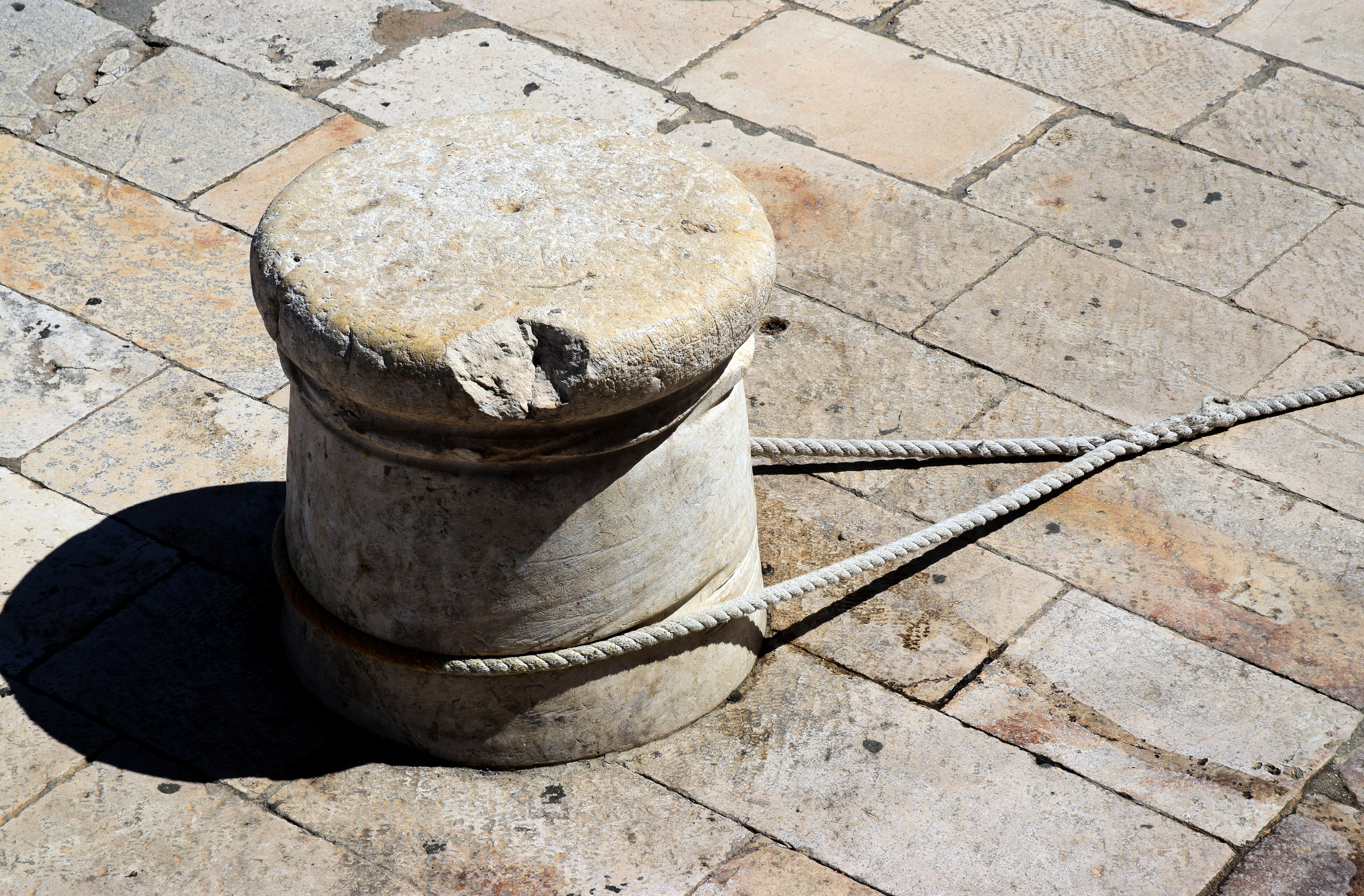
Alter Hafenpoller in Split

In der Schifffahrt ist ein Poller, auch Haltepfahl, Landfeste oder Schiffshalter bezeichnet, ein kurzer, dicker Pfahl zum Festmachen eines Schiffes. Landseitig, am Kai, an der Pier oder in Nischen einer Schleusenkammerwand, sind Poller meist gegossene pilz- oder hakenförmige (→ Bild) Metallkörper, um die der Schiffsbefestiger die Festmacherleine legt. Bordseitig sind Poller meist als Schweißkonstruktion ausgeführt, oben mit einer gegossenen oder geschweißten Verdickung versehen und paarweise vorhanden. Ein bordseitiger Doppelpoller dient nicht nur dazu, die Festmacherleine zu belegen (achtförmig herumzuwickeln), sondern kann auch als Bremse benutzt werden, um das Schiff mit der allerersten Festmacherleine, beispielsweise der Vorspring, vollständig abzubremsen. Hierzu wird sie mit nur wenigen Törns (Windungen) belegt, und mit dem losen Ende wird von Hand gefühlvoll nachgegeben, so dass die Festmacherleine rutscht, anstatt zu brechen (reißen). Man bezeichnet dies als schricken oder fieren.
Zum Festmachen dünneren Tauwerks dienen an Bord die Klampen.
Da wie dort braucht es zumindest einen Endschlag, der das lose Seilende zuverlässig verklemmt und doch leicht lösbar lässt.
Um ein Seil auch gut nach oben bzw. unten umzulenken, sind Poller an Deck häufig auch als Doppelkreuz mit waagrechter Hauptachse ausgebildet und möglichst nahe der Bordwand positioniert. Poller am Pier sind eher hakenförmig landeinwärts verlängert oder können, insbesondere an strömenden Flüssen auch um 5–10° schräg stehen. Außerdem sind Piers aus Beton – zumindest im Bereich von Pollern – an ihrer Kante mit einer viertelrunden Leiste aus Stahl begrenzt, um die Seilreibung zu verringern.

## Straßenverkehr
Im Straßenverkehr bezeichnet man als Poller oder Pfosten kleine Pfeiler oder ähnlich gestaltete Elemente aus Metall, Holz oder Beton. Sie werden eingebaut, um das Befahren oder Beparken von Bereichen wie Gehwegen, Radwegen oder Fußgängerzonen mit breiten Fahrzeugen zu verhindern. Um eine temporäre Durchfahrt zum Beispiel für Feuerwehrfahrzeuge zu ermöglichen, werden Klapppoller oder Steckpoller verwendet, die sich mit einem Spezialschlüssel bedienen lassen. Im westfälischen Raum werden diese Poller auch als Pömpel oder in einigen Regionen auch als Stöpsel bezeichnet, in Amsterdam werden sie Amsterdammertje genannt. Die Funktion von Pollern übernehmen auch die so genannten Betonschweine. Das sind breite, schwere Betonelemente, die nicht im Boden verankert sind. Im Wesentlichen dickzylindrische Betonpoller, die auf ein Rohr gesteckt werden, haben den Nachteil, dass sie – umgefahren oder durch Vandalismus – auf abschüssigen Straßen bergab rollen und große Schäden anrichten können.
Es gibt automatisch versenkbare Poller, um einen Fahrweg für Linienbusse oder berechtigte Fahrzeuge freizugeben, für den übrigen Individualverkehr aber zu sperren. Dabei sendet der Bus oder ein durchfahrtberechtigter Anwohner per Funk ein Signal an die Anlage, woraufhin der Poller automatisch einfährt und den Weg frei macht. In Fußgängerzonen werden sie nach demselben System auch zunehmend eingesetzt, um den Lieferverkehr zu Geschäften und die Zufahrt von Anwohnern zu ihren Grundstücken zu ermöglichen. Diese automatisch versenkbaren Poller werden mit Hinweisschildern gekennzeichnet und können über eine Ampel verfügen.
Flexible Poller (auch Kickback-Poller) erlauben einen Neigungswinkel bis fast in die Waagrechte. Sie können aus Hartgummi oder, wie die starren Poller, ebenfalls aus Edelstahl bestehen, wirken sich aber bei Kontakt mit einem Kraftfahrzeug schadensreduzierend aus. Flexible Poller haben ein Fußgelenk, das anprallende Kräfte umlenkt. Kommt es zum Kontakt eines Fahrzeugs oder einer Person, weicht der Poller der Krafteinwirkung nachgebend aus und richtet sich danach selbsttätig wieder auf. Eingesetzt wird diese Art der „intelligenten“ Begrenzungsanlagen sowohl im Straßenverkehr als auch in Industriehallen. Vgl. Knickstangen beim Schislalom.
Am Straßenrand aufgestellte Hutpoller dienen nicht nur der Verkehrslenkung, sie können auch zum kurzzeitigen Sitzen benutzt werden und sollen Menschen mit Gehbeschwerden Möglichkeiten zum Ausruhen geben.
In Graz werden verschiedentlich schwere, zylindrische, oben halbkugelförmige aus Beton verwendet, die mittels eines Stücks Stahlrohr mit etwa 4 cm Durchmesser gegen Verschieben in einer entsprechenden Bohrung im Straßenasphalt verankert werden. Sie können mit einer Greifvorrichtung oder zwei passenden Seilschlingen per Lkw-Kran ausgehoben werden; das Rohr verbleibt dabei im Poller. Auch bei starker, ausreichend hoch angreifender Verschiebekraft wird der Poller unter Verbiegen des Rohrs aus seiner Verankerung gedrückt. Wird ein solcher loser Poller nicht sorgsam abgelegt kann er auf einer abschüssigen Straße abwärts davonrollen, Verkehrsteilnehmer überraschen und ferner gefährlich hohen Schwung aufnehmen. Kegelige und/oder im Querschnitt unrunde Poller neigen weniger zum Wegrollen.
Salzburg meldet 2018 das Interesse anderer Städte an hier eingesetzten versenkbaren Pollern, die technisch beinahe störungsfrei funktionieren. Die Versenkpoller werden mit einer linsenförmigen Bodenmarkierungslinie umgeben.
Wege zu Wohnanlagen u. a., die im Wesentlichen autofrei gehalten werden sollen, sind häufig durch sperrbare umklappbare Poller abgegrenzt. Die Sperre kann zumeist am Pollerkopf mit einem Drei- oder Vierkantschlüssel betätigt werden oder mit einem Schließzylinder. Der Poller hat einen Durchmesser von 5–10 cm, um liegend leicht mit einem zweispurigen Kfz überfahren zu werden. Der Sperrmechanismus kann ausleiern und zum Wackeln des Pollers führen. Alternativ gibt es Poller, die nach Öffnen der Sperre aus der Aufnahme am Boden herausgezogen werden und anderswo abgelegt werden können. Damit wird das Risiko minimiert, dass umgeklappte Poller überfahren und dadurch beschädigt werden.

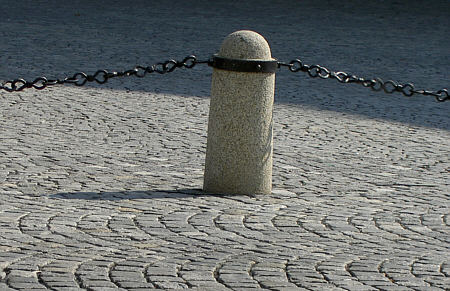
Poller mit Absperrkette in einer Fußgängerzone
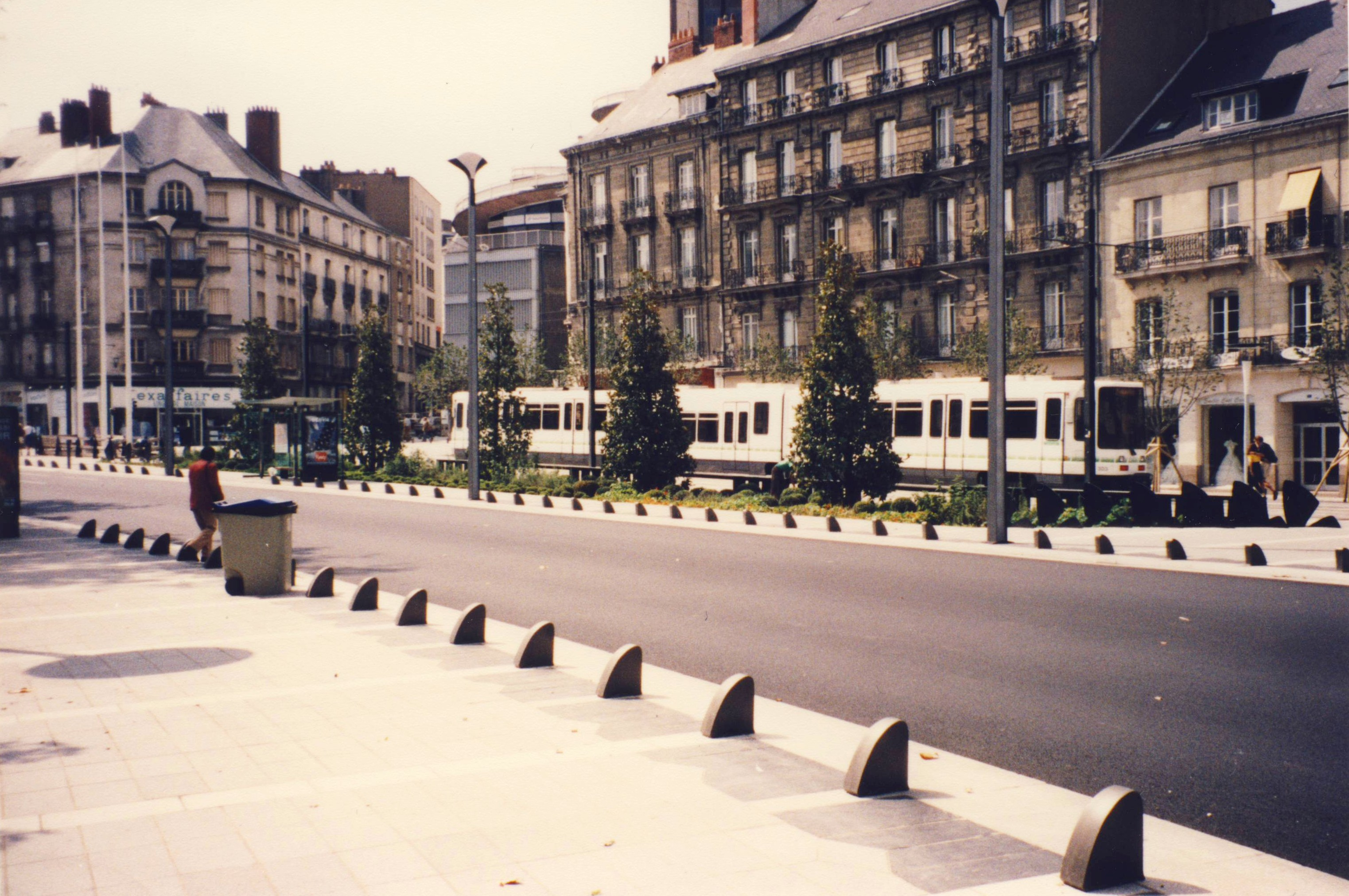
Stadtgestaltung durch Poller (Nantes, F), 1993
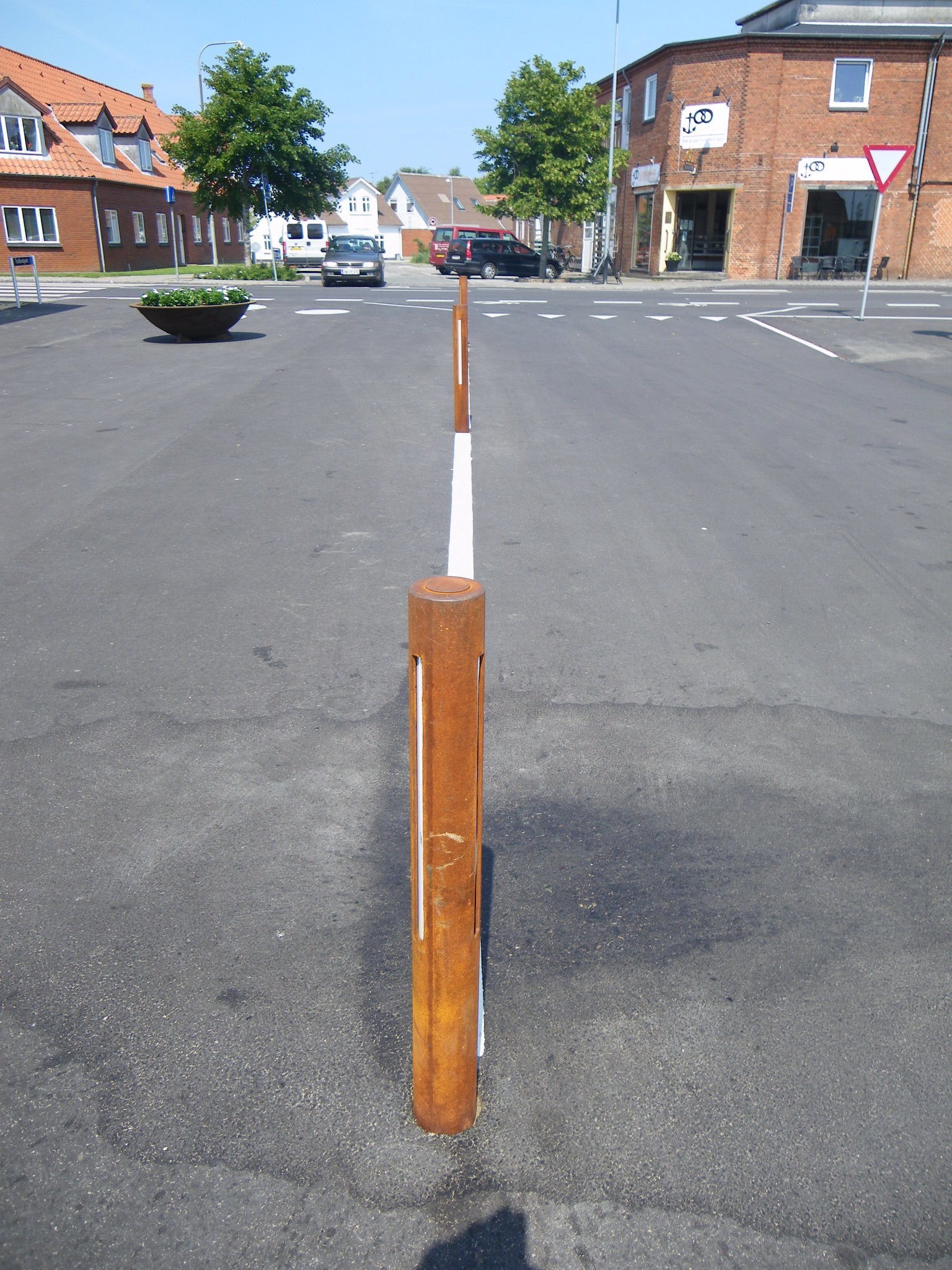
Stadtgestaltung durch beleuchtete Poller (Nyköbing Mors, DK)
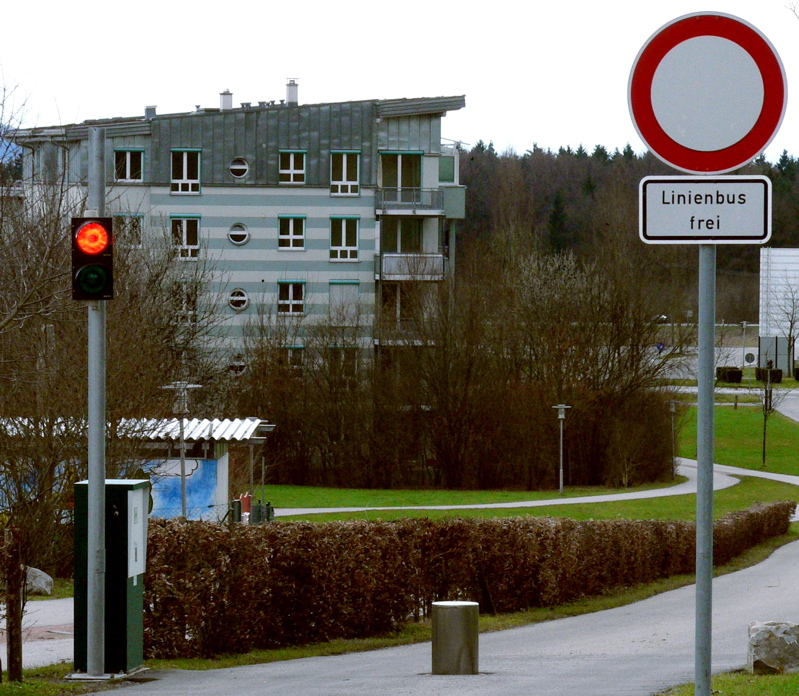
Versenkbarer Poller für Busschleuse
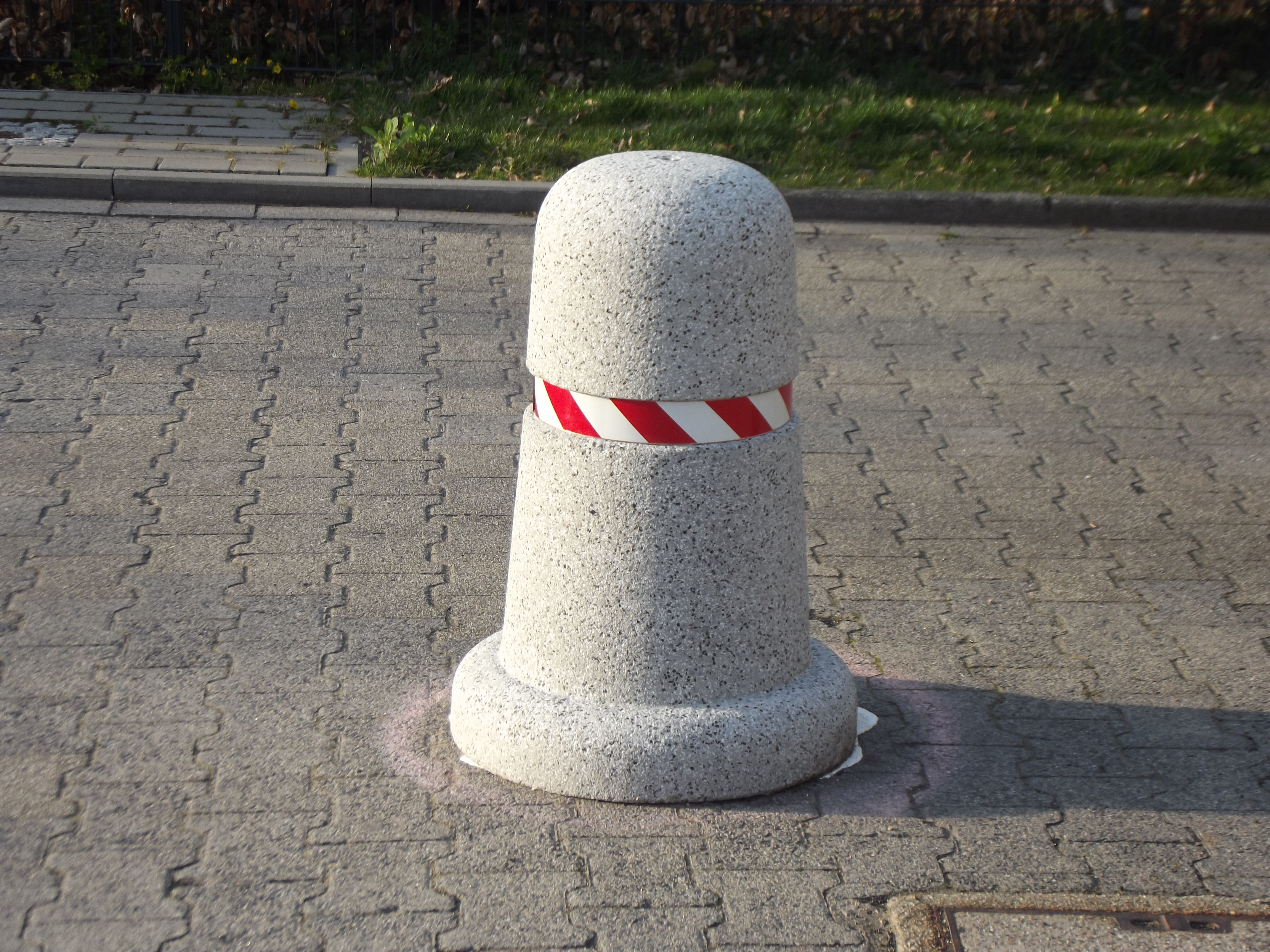
Poller auf dem Bürgersteig, rot-weißes Band
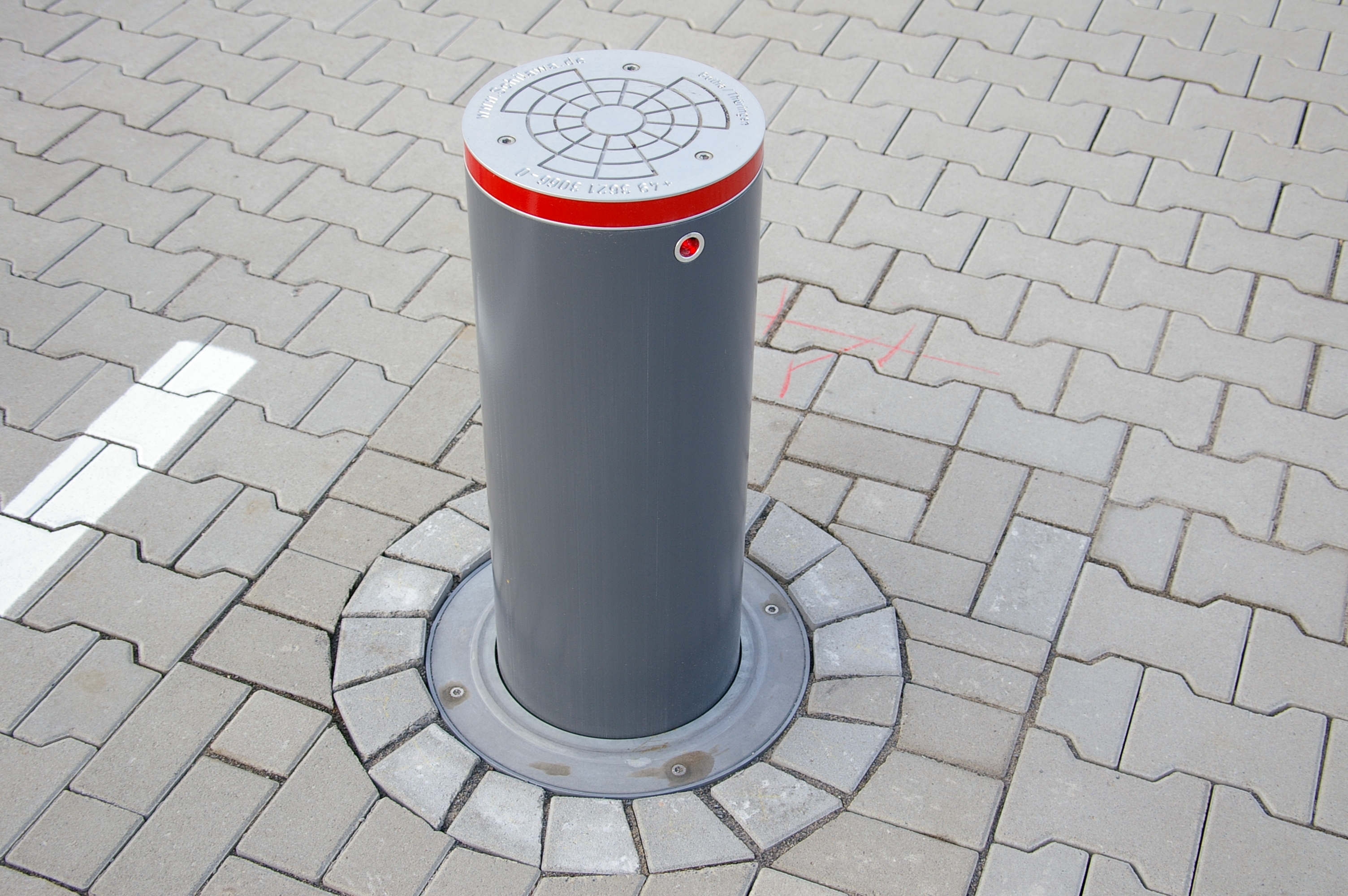
Versenkpoller
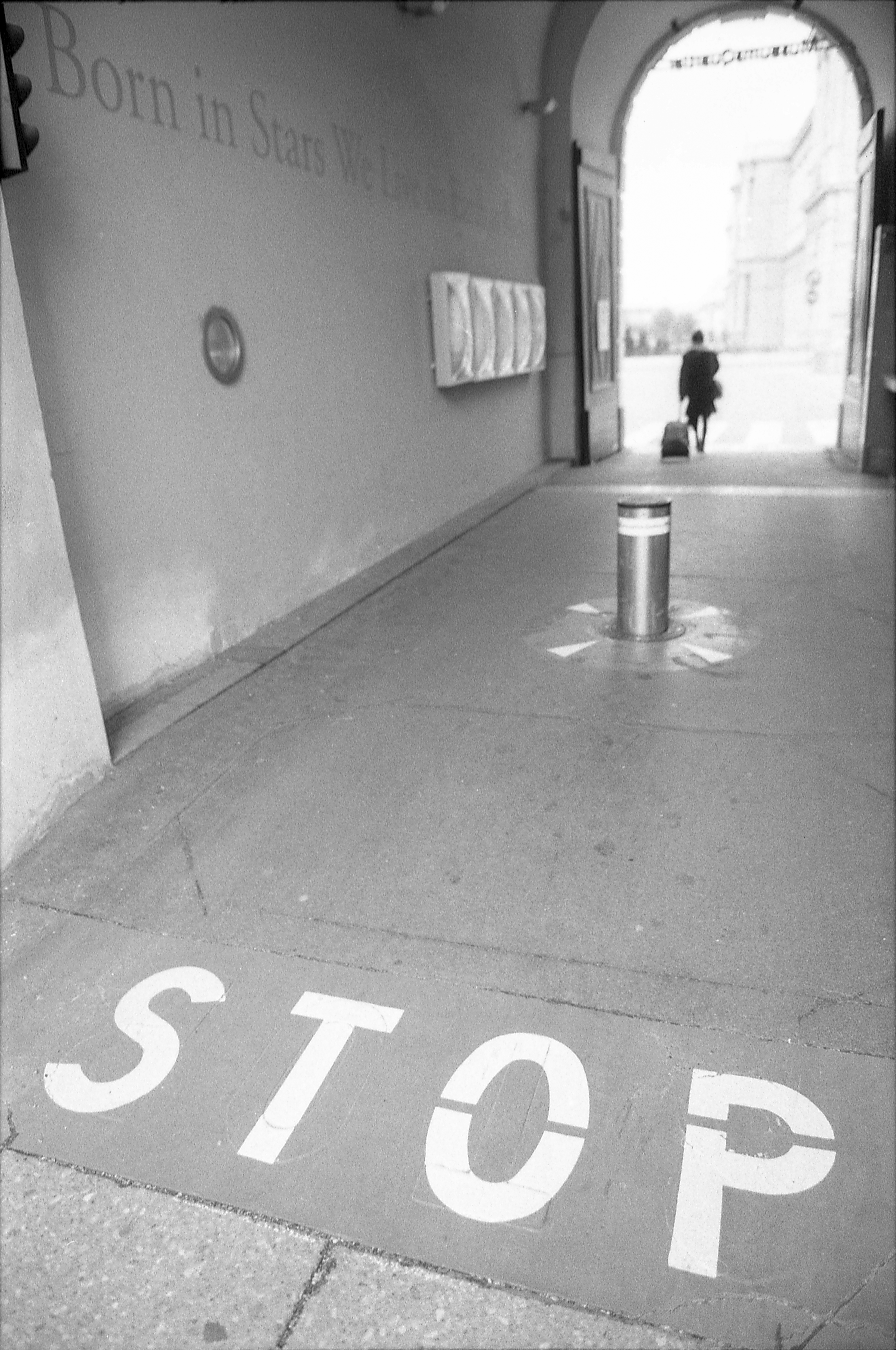
Poller in Hausdurchfahrt im Museumsquartier Wien
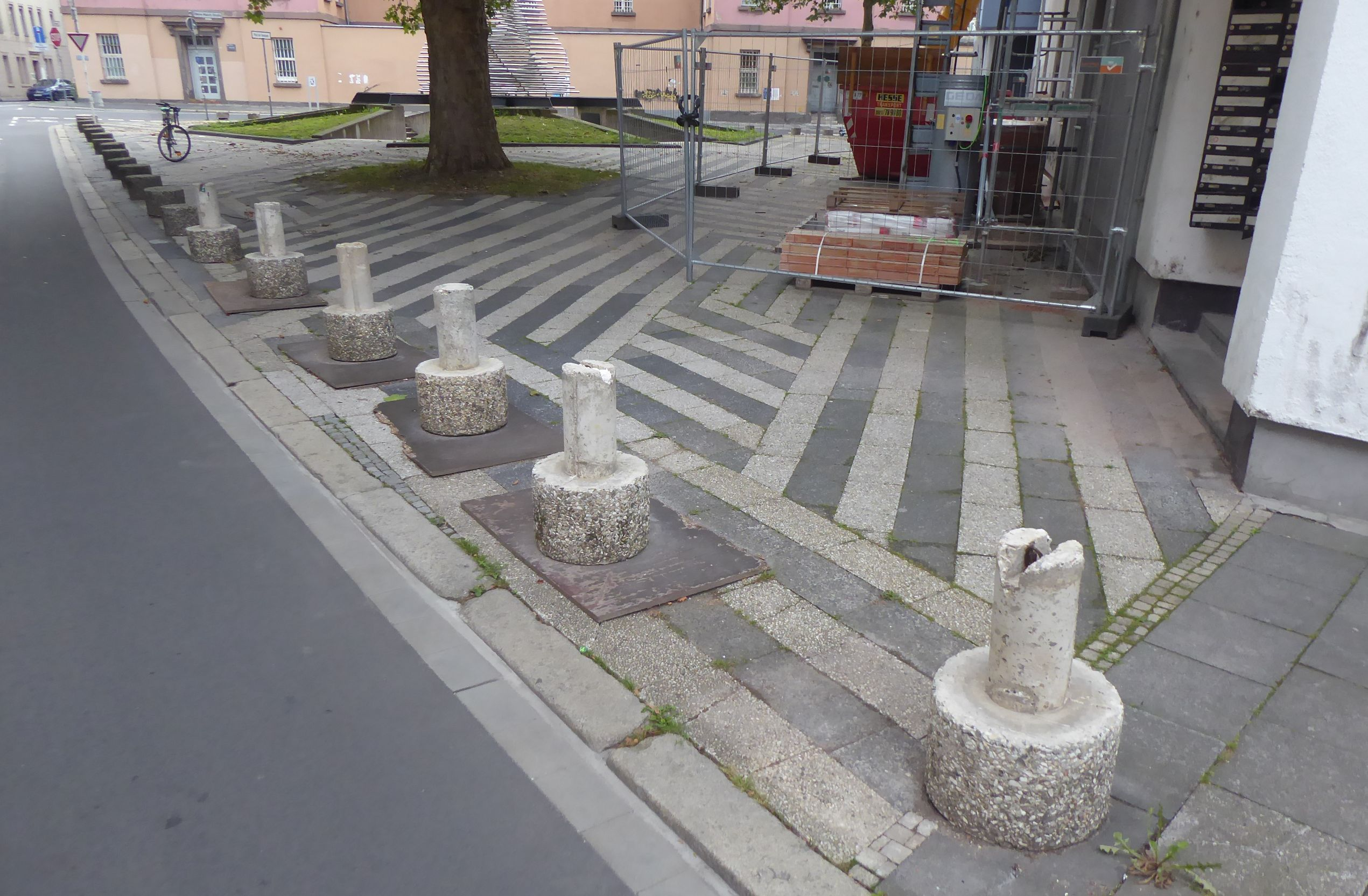
Waschbeton-Poller als herausnehmbares Stecksystem, 1973 (Göttingen, Platz der Synagoge)

## Etymologie
Das Wort ist von altfranzösisch poltre „Balken“ abgeleitet. Es hat in verschiedenen Abwandlungen in mehrere europäische Sprachen Eingang gefunden, z. B. niederländisch poller, dänisch und norwegisch pullert, englisch und französisch bollard, spanisch bolardo.